# Vinkel (journalistik)
 For alternative betydninger, se Vinkel (flertydig). (Se også artikler, som begynder med Vinkel)
En vinkel beskriver i journalistik afgræsningen af en histories emne. Vinklen er altså resultatet af bevidste til- og fravalg for at gøre historien mere enkel at formidle og dermed forstå.
Vinklen er fastlagt allerede i researchfasen, oftest som en hypotese, og derfor ser man af og til, at journalisten må erkende, at vinklen ikke holder – altså, at hypotesen ikke viser sig at være sand, eller at den ikke kan dokumenteres, og at journalisten derfor enten må droppe emnet eller vælge en anden vinkel.
En journalistisk fortælling bør ikke indeholde mere end én vinkel. Derfor ser man ofte, at flere historier inden for samme emne er samlet i et tema eller en serie.
Vinklen bør kunne udtrykkes i én sætning, der indledes med: "Jeg vil fortælle, at". I den trykte presse vil man ofte se, at underrubrikken netop udtrykker vinklen på den måde.
 Der er for få eller ingen kildehenvisninger i denne artikel, hvilket er et problem. Du kan hjælpe ved at angive troværdige kilder til de påstande, som fremføres i artiklen.